# 蜜囊花科
蜜囊花科又名附生藤科，共有5属约100种，都生长在热带中美洲。
本科植物为灌木或附生灌木状藤本，单叶互生；花聚合成花序，其中不育花的苞片变为瓶状、囊状等式样，并具蜜腺的结构；果实为蒴果。

## 属
- Caracasia
- Marcgravia L.
- Norantea
- Ruyschia
- Souroubea

1981年的克朗奎斯特分类法将其列在山茶目中，1998年根据基因亲缘关系分类的APG 分类法将其合并到杜鹃花目中。